# Robert Tesche
Robert Tesche (Wismar, 27 de mayo de 1987) es un futbolista alemán. Juega como mediocampista y su club es el VfL Osnabrück de la 3. Liga.

## Carrera

### Hamburgo
En el verano 2009, Tesche firmó un contrato de tres años con el Hamburgo S. V. Este acuerdo fue extendido dos años más durante el verano de 2011. Debutó con el Hamburgo el 23 de agosto de 2009, en un encuentro de la Bundesliga contra el VfL Wolfsburgo, en el que entró en el minuto 90 sustituyendo al jugador neerlandés Eljero Elia.

## Clubes
| Club                           | País       | Año       |
| ------------------------------ | ---------- | --------- |
| Arminia Bielefeld II           | Alemania   | 2006-2007 |
| Arminia Bielefeld              | Alemania   | 2007-2009 |
| Hamburgo S. V.                 | Alemania   | 2009-2014 |
| Fortuna Düsseldorf (cedido)    | Alemania   | 2013      |
| Nottingham Forest F. C.        | Inglaterra | 2014-2016 |
| Birmingham City F. C. (cedido) | Inglaterra | 2015      |
| Birmingham City F. C.          | Inglaterra | 2016-2018 |
| VfL Bochum (cedido)            | Alemania   | 2017-2018 |
| VfL Bochum                     | Alemania   | 2018-2022 |
| VfL Osnabrück                  | Alemania   | 2022-     |